# Acalypha calyciformis
Acalypha calyciformis é uma espécie de flor do gênero Acalypha, pertencente à família Euphorbiaceae.